# Capote (corrida)
Pour les articles homonymes, voir Capote.
Ne doit être confondu avec la muleta.
 (septembre 2023).
Si vous disposez d'ouvrages ou d'articles de référence ou si vous connaissez des sites web de qualité traitant du thème abordé ici, merci de compléter l'article en donnant les références utiles à sa vérifiabilité et en les liant à la section « Notes et références ».

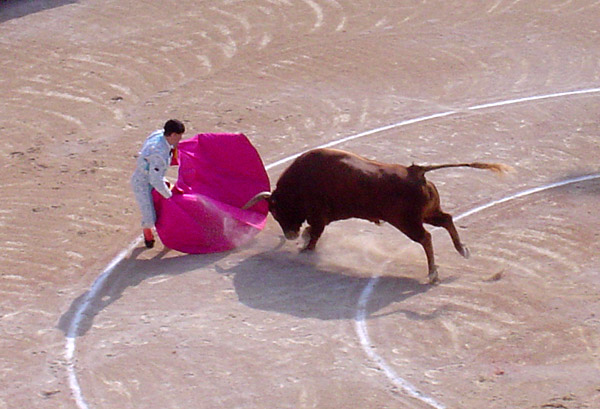
Capote de brega - Torero réalisant une passe de capote en début de lidia.

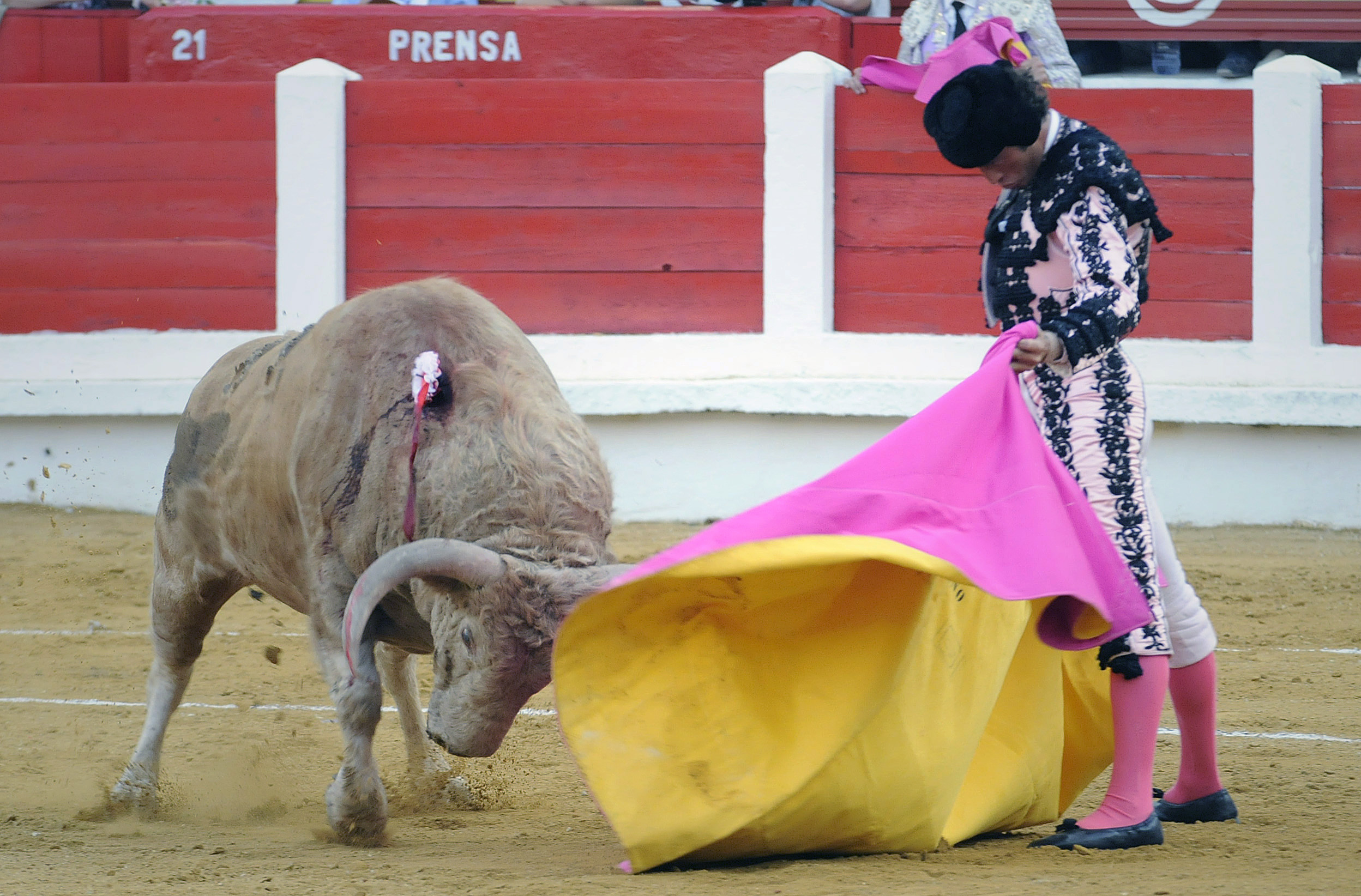
Le matador Finito de Córdoba à la cape à Mérida en 2008.

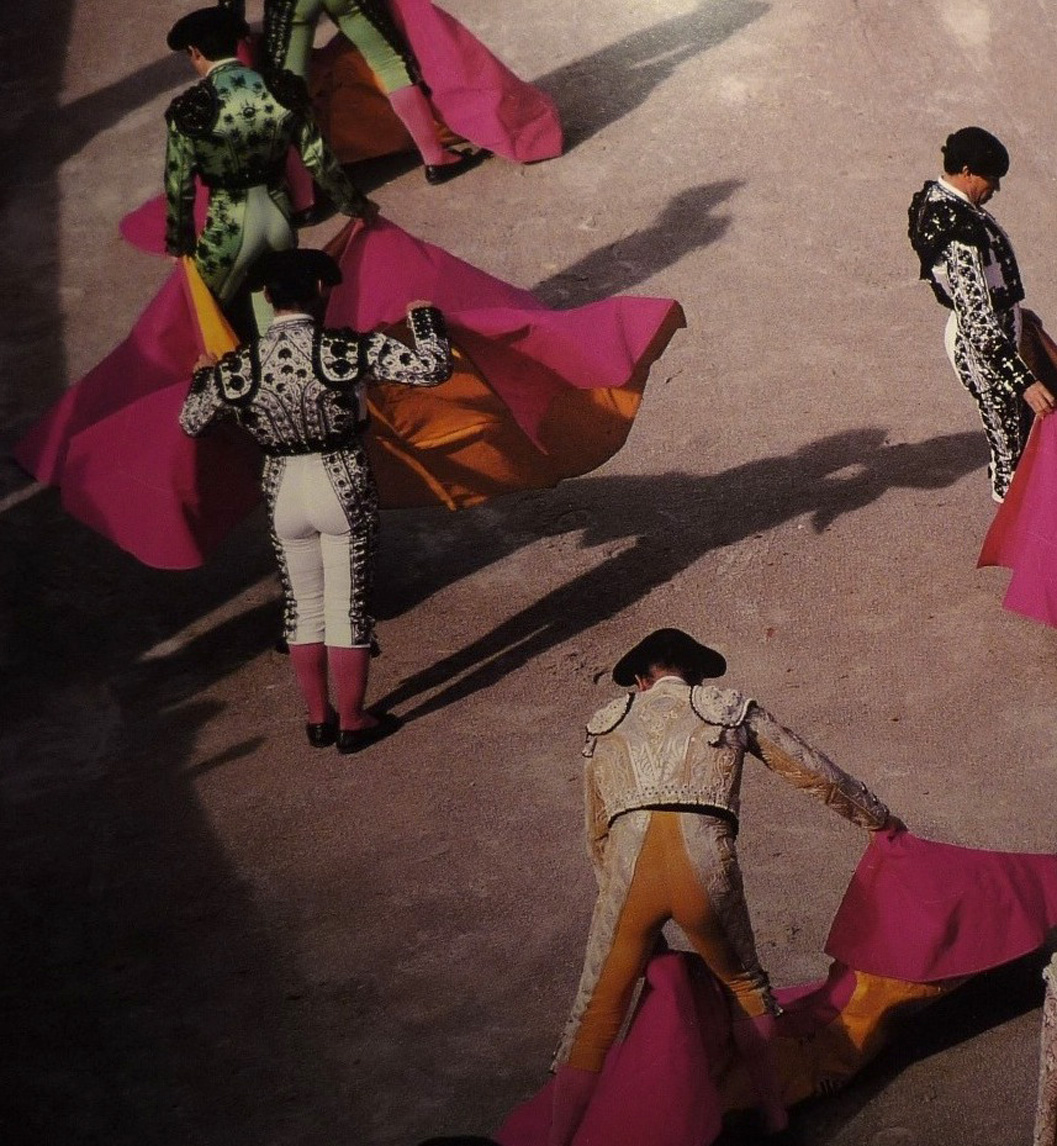
Essais de capes.

Le capote (mot espagnol qui se prononce à l'espagnole, le « e » final étant prononcé comme un « é ») est la cape du torero. On distingue le capote de paseo et le capote de brega. 

## Présentation
Il ne faut pas confondre le capote avec la muleta, de couleur rouge et réservée à l'usage exclusif du matador pendant la faena.

### Origines
L'origine du capote remonte aux premiers temps de la tauromachie en Espagne. À l'époque, les cavaliers et leurs gens à pied qui sortaient pour affronter les taureaux portaient des capes et s'en servaient pour effectuer les passes.
Ces capes ont donné naissance aux premiers capotes, qui étaient alors de couleur rouge et faits de laine légère (la lamparilla). Aujourd'hui, le capote est rose et de revers jaune, vert ou bleu selon le goût du torero. Le tissu a changé lui aussi, remplacé par des matières synthétiques (nylon) ou en soie pour empêcher que les cornes du taureaux ne s'accrochent. Il subit des traitements chimiques afin d'éviter que le sang ne pénètre et pour lui donner poids et rigidité.

### Capote de paseo

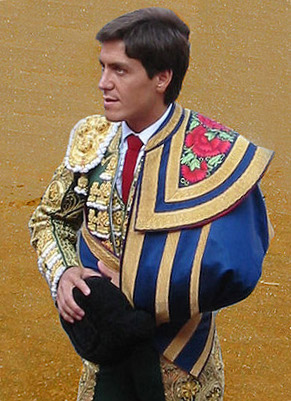
Capote de paseo couvrant l’épaule et le bras gauche du torero.

Le capote de paseo est une cape de parade, qui ne sert qu'au moment du paseo, défilé d'ouverture de la corrida. Il est de soie brodée, a la même forme que le capote de brega, mais de moindre taille. Il est orné de galons, de paillettes d'or et même d'images religieuses. Il est de coutume qu'à la fin du paseo, le matador le remette à une personne de confiance qui le lui garde le temps du combat.

### Capote de brega
Le capote de brega, c'est-à-dire de travail, est de soie rose à l'avers et de percale jaune au revers. Certains matadors utilisent cependant des capotes au revers bleu ou vert. Il sert au matador dans les deux premières phases (tercios) de la corrida et à ses peones pendant toute la course pour exécuter des passes de capote (« véronique », « mariposa », etc.). Sa taille varie entre 1,13 et 1,23 m et pèse entre 4 et 6 kg.

## Superstitions liées
L'intérieur du capote étant jaune, cela sera la dernière couleur vue par le torero avant sa mort si par malheur il est encorné par le taureau. Il existe donc des superstitions liées à cette couleur : lors du dernier repas du torero avant sa corrida, les convives sont tenus de ne pas porter de jaune, cela porterait malheur au torero. Cette malédiction du jaune s'est même transmise au théâtre, en Espagne (équivalent du vert en France).